# Гордашівська сільська рада
Гордаші́вська сільська́ ра́да — адміністративно-територіальна одиниця та орган місцевого самоврядування в Тальнівському районі Черкаської області. Адміністративний центр — село Гордашівка.

## Загальні відомості
- Населення ради: 1 125 осіб (станом на 2001 рік)

## Населені пункти
Сільській раді були підпорядковані населені пункти:
- с. Гордашівка

## Склад ради
Рада складалася з 14 депутатів та голови.

### Керівництво
| Посада                  | ПІБ                            | Дата обрання (призначення) | Дата народження   |
| ----------------------- | ------------------------------ | -------------------------- | ----------------- |
| Сільський голова        | Царенко Петро Павлович         | 31 жовтня 2010 р.          | червень,1964 р.   |
| Секретар сільської ради | Соловей Леся Володимирівна     | 21 грудня 2006 р.          | 31 жовтня 1977 р. |
| Головний бухгалтер      | Гресько Катерина Андріївна     | з 23 січня 1982 р.         | 21 липня 1961 р.  |
| Землевпорядник          | Крижанівська Оксана Степанівна | з 13 січня 1997 р.         | 5 лютого 1972 р.  |
| Касир                   | Медвідь Леся Георгіївна        | -                          | 1975 р.           |

### Керівний склад попередніх скликань
На посаді сільського голови раніше працювали:
- Гоменюк Дмитро Петрович (протягом 25 років)
- Соколовський Павло Олександрович
- Кулибаба Іван Васильович
- Баланюк Марія Сергіївна
- Заворітній Василь Іванович

| Прізвище, ім'я, по батькові | Основні відомості                                                                       | Дата обрання | Дата звільнення |
| --------------------------- | --------------------------------------------------------------------------------------- | ------------ | --------------- |
| Гаюн Тамара Іванівна        | Сільський голова, 1955 року народження, позапартійна                                    | 26.03.2006   | 31.10.2010      |
| Царенко Петро Павлович      | Сільський голова, 1965 року народження, освіта середня спеціальна, член Партії регіонів | 31.10.2010   |                 |

Примітка: таблиця складена за даними сайту Верховної Ради України

### Депутати
За результатами місцевих виборів 2010 року депутатами ради стали:

#### За суб'єктами висування
| Суб'єкт висування                                       | Кількість обраних депутатів | %    |
| ------------------------------------------------------- | --------------------------- | ---- |
| Самовисування                                           | 10                          | 71,4 |
| Комуністична партія України                             | 2                           | 14,3 |
| Політична партія Всеукраїнське об'єднання «Батьківщина» | 1                           | 7,1  |
| Політична партія «Наша Україна»                         | 1                           | 7,1  |

#### За округами
| № округу                                                | Прізвище, ім'я, по батькові     | Дата визнання обраним | Освіта             | Партійна приналежність                        | Відомості про обраного депутата                                                   |
| ------------------------------------------------------- | ------------------------------- | --------------------- | ------------------ | --------------------------------------------- | --------------------------------------------------------------------------------- |
| Комуністична партія України                             |                                 |                       |                    |                                               |                                                                                   |
| 3                                                       | Власенко Ганна Олексіївна       | 04.11.2010            | вища               | позапартійна                                  | Гордашівський навчально-виховний комплекс, вчитель                                |
| 10                                                      | Зозуля Тамара Степанівна        | 04.11.2010            | вища               | позапартійна                                  | Гордашівський навчально-виховний комплекс, вчитель                                |
| Політична партія Всеукраїнське об'єднання «Батьківщина» |                                 |                       |                    |                                               |                                                                                   |
| 6                                                       | Мойко Григорій Данилович        | 04.11.2010            | вища               | член Всеукраїнського об'єднання «Батьківщина» | пенсіонер                                                                         |
| Політична партія «Наша Україна»                         |                                 |                       |                    |                                               |                                                                                   |
| 1                                                       | Бойко Михайло Володимирович     | 04.11.2010            | середня спеціальна | позапартійний                                 | ПП Бойко, приватний підприємець                                                   |
| Самовисування                                           |                                 |                       |                    |                                               |                                                                                   |
| 2                                                       | Гресько Катерина Андріївна      | 04.11.2010            | середня спеціальна | позапартійна                                  | Гордашівська сільська рада, бухгалтер                                             |
| 4                                                       | Гончаренко Людмила Василівна    | 04.11.2010            | вища               | член Партії регіонів                          | Управління Пенсійного фонду України в Тальнівському районі, спеціаліст            |
| 5                                                       | Соколовський Олександр Павлович | 04.11.2010            | вища               | член Соціалістичної партії України            | фермерське господарство «Клен», фермер                                            |
| 7                                                       | Кошова Валентина Василівна      | 04.11.2010            | середня спеціальна | член Партії регіонів                          | КП «Джерело», бухгалтер                                                           |
| 8                                                       | Саламаха Мирослав Володимирович | 04.11.2010            | вища               | позапартійний                                 | Виконавча служба Тальнівського районного управління юстиції, державний виконавець |
| 9                                                       | Маланюк Іван Іванович           | 04.11.2010            | середня            | член Партії регіонів                          | пенсіонер                                                                         |
| 11                                                      | Садівський Василь Михайлович    | 04.11.2010            | середня            | позапартійний                                 | ПП «Тальне-Агрохім», керуючий ПП                                                  |
| 12                                                      | Лисичкін Володимир Панасович    | 04.11.2010            | середня спеціальна | член Партії регіонів                          | приватний підприємець                                                             |
| 13                                                      | Соловей Леся Володимирівна      | 04.11.2010            | вища               | член Української Народної Партії              | Гордашівська сільська рада, секретар                                              |
| 14                                                      | Івченко Руслана Петрівна        | 04.11.2010            | середня            | позапартійна                                  | Гордашівський навчально-виховний комплекс, помічник вихователя                    |

### Виконавчий комітет попереднього скликання
- Царенко Петро Павлович, сільський голова
- Гресько Василь Семенович, заступник сільського голови
- Соловей Леся Володимирівна, секретар виконкому
- Члени: 
  - Баланюк Марія Сергіївна
  - Івченко Катерина Сергіївна
  - Каплюченко Таміла Василівна
  - Кісіленко Василь Сергійович
  - Крижанівська Наталія Яківна
  - Кулибаба Катерина Григорівна.

## Господарська діяльність
На балансі сільської ради, крім її апарату, знаходяться:
- фельширсько-акушерний пункт
- бібліотека
- сільський Будинок культури (валиться)